# Jerrold Nadler
Jerrold Lewis Nadler (New York, 13 giugno 1947) è un politico statunitense, membro della Camera dei Rappresentanti per lo stato di New York.

## Biografia
Nato a Brooklyn, Nadler si laureò in legge e divenne avvocato. Entrato in politica con il Partito Democratico, nel 1976 venne eletto all'interno della legislatura statale di New York, dove rimase per sedici anni.
Nel 1992 venne scelto per sostituire, nelle elezioni alla Camera dei Rappresentanti, il deputato Theodore S. Weiss, deceduto improvvisamente. Nadler riuscì a vincere e da allora venne sempre riconfermato nelle elezioni successive, pur cambiando due volte distretto congressuale.
Lo scorso 24 settembre 2019 Lance Gooden, membro della Camera dei Rappresentanti per lo stato del Texas, ha proposto una mozione per rimuovere Nadler dalla posizione di presidente della commissione Giustizia della Camera con l'accusa di aver dato illegalmente l'avvio alle procedure di impeachment contro Donald Trump, specificamente, prima che la Camera avesse fornito l'autorizzazione alla commissione. Una decina di giorni prima, Nadler aveva annunciato l'apertura di una "inchiesta per l'impeachment".
Ideologicamente Nadler è ritenuto un liberale.